# La spia che venne dal freddo (romanzo)

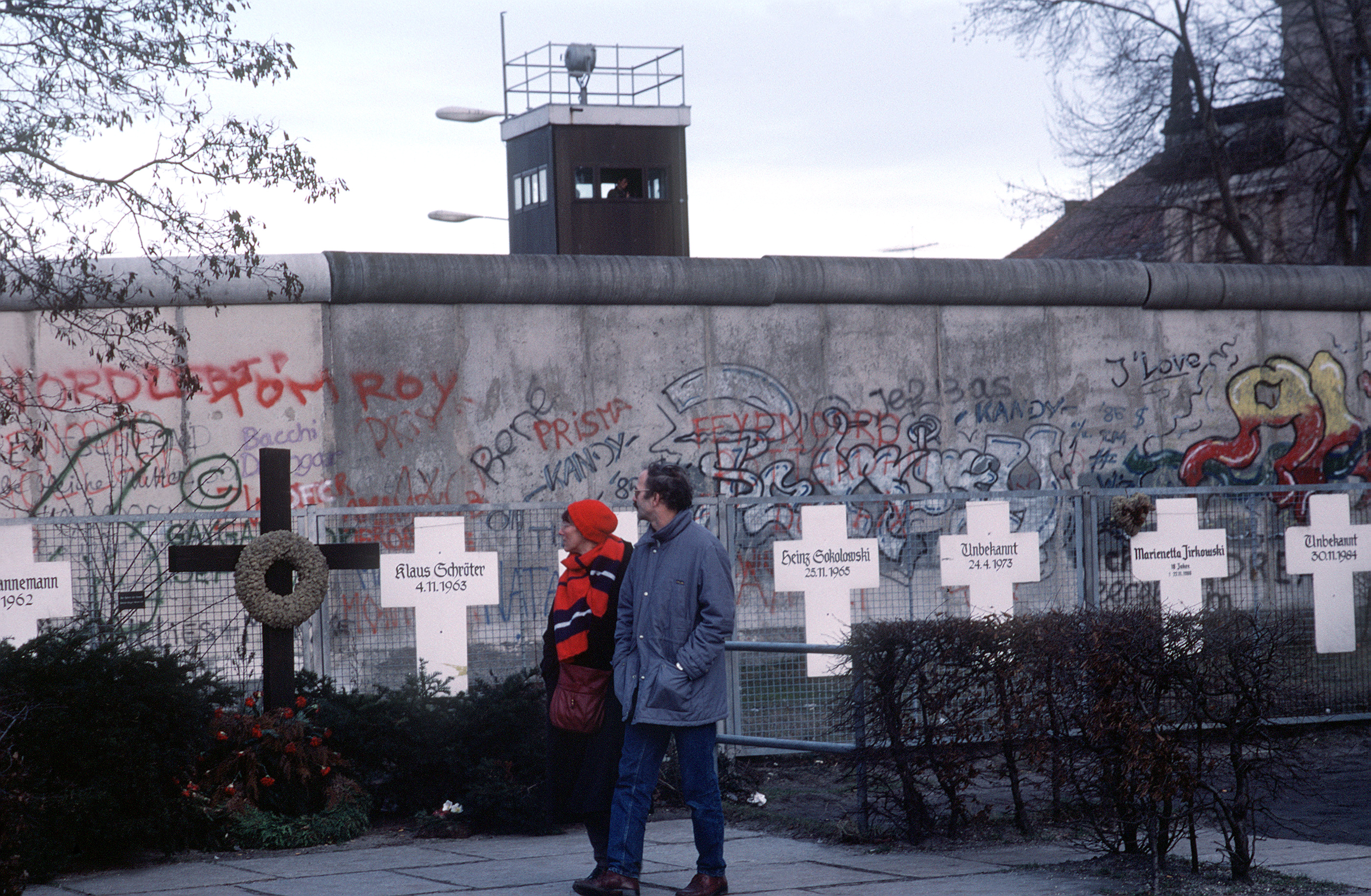
Il muro di Berlino, 1990

La spia che venne dal freddo è il terzo romanzo di spionaggio scritto da John le Carré.
La trama ruota attorno al personaggio di Alec Leamas, consumato agente del servizio segreto inglese, alle dipendenze del famoso capo, dal nome in codice "Control". Il piano del servizio inglese è quello di infiltrare Leamas nel servizio segreto della Repubblica Democratica Tedesca, per far cadere in disgrazia l'astro nascente dei loro servizi segreti, Mundt.
Il romanzo, come è tipico di le Carré, costruisce un'intricata rete di inganni attorno alla quale ruotano i grandi giocatori degli intrighi della guerra fredda, fino a rendere la storia appassionante e coinvolgente, in una situazione in cui tutti sembrano essere il contrario di ciò che sono: alla fine l'autore saprà, con la sua solita maestria, dipanare la matassa e rendere chiaro un piano geniale.

## Trama
La storia si svolge tra Berlino e Londra all'inizio degli anni '60 del XX secolo. Alec Leamas, il protagonista, è un agente dello spionaggio inglese che lavora nella Germania Est. 
Il racconto inizia a Berlino dove Alec Leamas sta aspettando che Riemeck, un suo importante agente arruolato nel Praesidium del Partito Comunista tedesco orientale, passi il muro di Berlino mettendosi in salvo dopo essere stato scoperto, ma Riemeck viene ucciso a pochi passi dal confine. È l’ennesima uccisione di un suo agente da parte degli uomini di Mundt, alto funzionario del controspionaggio della Germania comunista. Leamas torna a Londra, dove il capo dello spionaggio britannico, Control, gli offre la possibilità di un'ultima missione, che porti alla distruzione di Mundt. Leamas viene accantonato dal Circus (il servizio segreto in gergo), spostato in ruoli amministrativi ove inizia una sua parabola umana discendente, conducendo una vita solitaria e abbandonandosi all’alcol, fino a venire allontanato con sospetti di mala gestione economica. Disoccupato, accetta di lavorare in una biblioteca periferica dove incontra Liz Gold, una giovane bibliotecaria di fede comunista con cui intreccia una relazione. Il suo isolamento sociale prosegue fino a spingerlo a picchiare un droghiere e venire quindi condannato a scontare una pena in carcere.
Dopo alcuni mesi di detenzione viene rilasciato e, sempre più alla deriva, viene contattato da un uomo, Ashe, che dice di averlo conosciuto a Berlino, che gli offre alloggio e che lo presenta a Kiever. Costui gli propone di diventare un disertore, con un compenso di 15.000 sterline per rivelare quante più informazioni sa. Alec accetta e i due si spostano in Olanda, dove il protagonista incontra Peters, un ufficiale dei servizi segreti sovietici che inizia l’interrogatorio in cui Leamas ripercorre la sua vita nei servizi segreti britannici fino all’ultima fase in amministrazione, rivelando particolari che ha concordato con il Circus. Giunge notizia che Leamas è ricercato dalla polizia inglese e quindi viene convinto a passare a Est per la sua sicurezza e per continuare l’interrogatorio. Nel frattempo alcuni agenti dei servizi segreti inglesi si recano a colloquio con Liz chiedendole dei suoi rapporti con Leamas. In Germania l’interrogatorio riprende a cura di Fiedler, funzionario dei servizi segreti tedeschi, ebreo e nemico di Mundt, che dall’interrogatorio e da alcuni riscontri intuisce che quest'ultimo sia un infiltrato al servizio degli Inglesi.
Nel frattempo, Liz riceve una lettera da parte della segreteria del partito comunista inglese, che la invita a visitare la DDR nell’ottica della fratellanza dei popoli.
Fiedler prepara un rapporto per il Praesidium del partito, mentre la reazione di Mundt è quella di arrestarlo assieme a Leamas. Ma il Praesidium decide di rilasciare Fiedler e imprigionare Mundt, organizzando un processo segreto. Davanti alla corte, Fiedler spiega l’articolata serie di prove e indizi che sembrano incastrare Mundt, ma l’avvocato di questi chiama a testimoniare Liz che, non riuscendo a capire come sia stata coinvolta e vedendo Alec, risponde rivelando di essere stata contattata da amici di Leamas che hanno pagato tutti i suoi conti lasciati in sospeso e di aver ricevuto inoltre una donazione da mille sterline. L’avvocato di Mundt ribalta quindi la situazione, facendo capire che si sia trattato di una macchinazione per incastrare il suo assistito, macchinazione in cui Fiedler era una pedina o un complice.
Leamas, ripensando alle mosse dei servizi segreti inglesi, intuisce che l'intrigo fosse stato architettato proprio per condurre in trappola Fiedler e salvare la posizione di Mundt, che era effettivamente al servizio del Circus. Fiedler viene inquisito e Mundt riabilitato nella sua posizione. Sarà proprio quest'ultimo ad organizzare anche la fuga di Leamas e Liz. Questa però, nel saltare il muro, viene raggiunta dai proiettili delle guardie di confine, mentre Leamas, rinunciando a salvarsi per restarle vicino, torna indietro e viene ucciso anch'egli.

## Personaggi
- Alec Leamas: protagonista del romanzo. Agente del servizio segreto inglese e responsabile della sede di Berlino, incaricato di una missione di spionaggio per eliminare Mundt, un esponente del servizio segreto della Germania Orientale;

- Hans-Dieter Mundt:  alto funzionario direttore del controspionaggio della Germania comunista;

- Fiedler: vicedirettore del controspionaggio tedesco orientale, ebreo, antagonista di Mundt;

- Elizabeth (Liz) Gold: giovane bibliotecaria, iscritta al partito comunista britannico e amante di Leamas;

- Karl Riemeck: membro del Praesidium del partito comunista tedesco, agente di Leamas, ucciso nel tentativo di fuggire dalla Germania Orientale;

- Control: capo del Circus.

## Opere derivate
Dal romanzo è stata tratta nel 1965 una trasposizione cinematografica con Richard Burton. 

## Edizioni italiane
- La spia che venne dal freddo, traduzione di Adriana Pellegrini, Collezione La Ginestra n.64, Milano, Longanesi, 1964. - Collana La Gaja Scienza, Longanesi, 1984.
- La spia che venne dal freddo, traduzione di A. Pellegrini, Collezione BUR n.365, Milano, Rizzoli, 1980.
- La spia che venne dal freddo, traduzione di Attilio Veraldi, Collana Omnibus, Milano, Mondadori, 1985. - Collana Oscar Bestsellers n.93, 1988; Collana Oscar classici moderni n.87, 1994; Collana I MITI n.65, 1997; con una nuova Introduzione dell'Autore, Collana Oscar classici moderni n.243, 2013.
- La spia che venne dal freddo, traduzione di A. Veraldi, Collana Le strade del giallo n.7, Roma, La Biblioteca di Repubblica, 2004.